# Iveco Eurotech

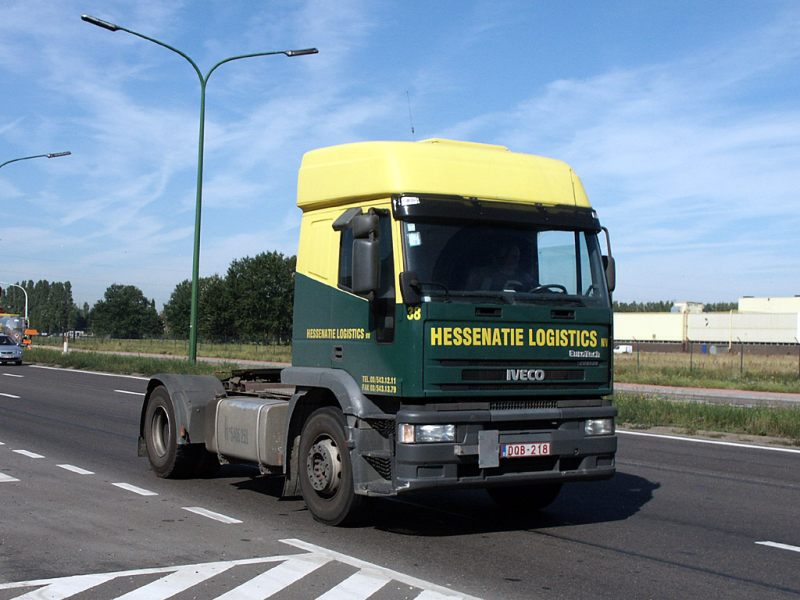
Iveco Eurotech

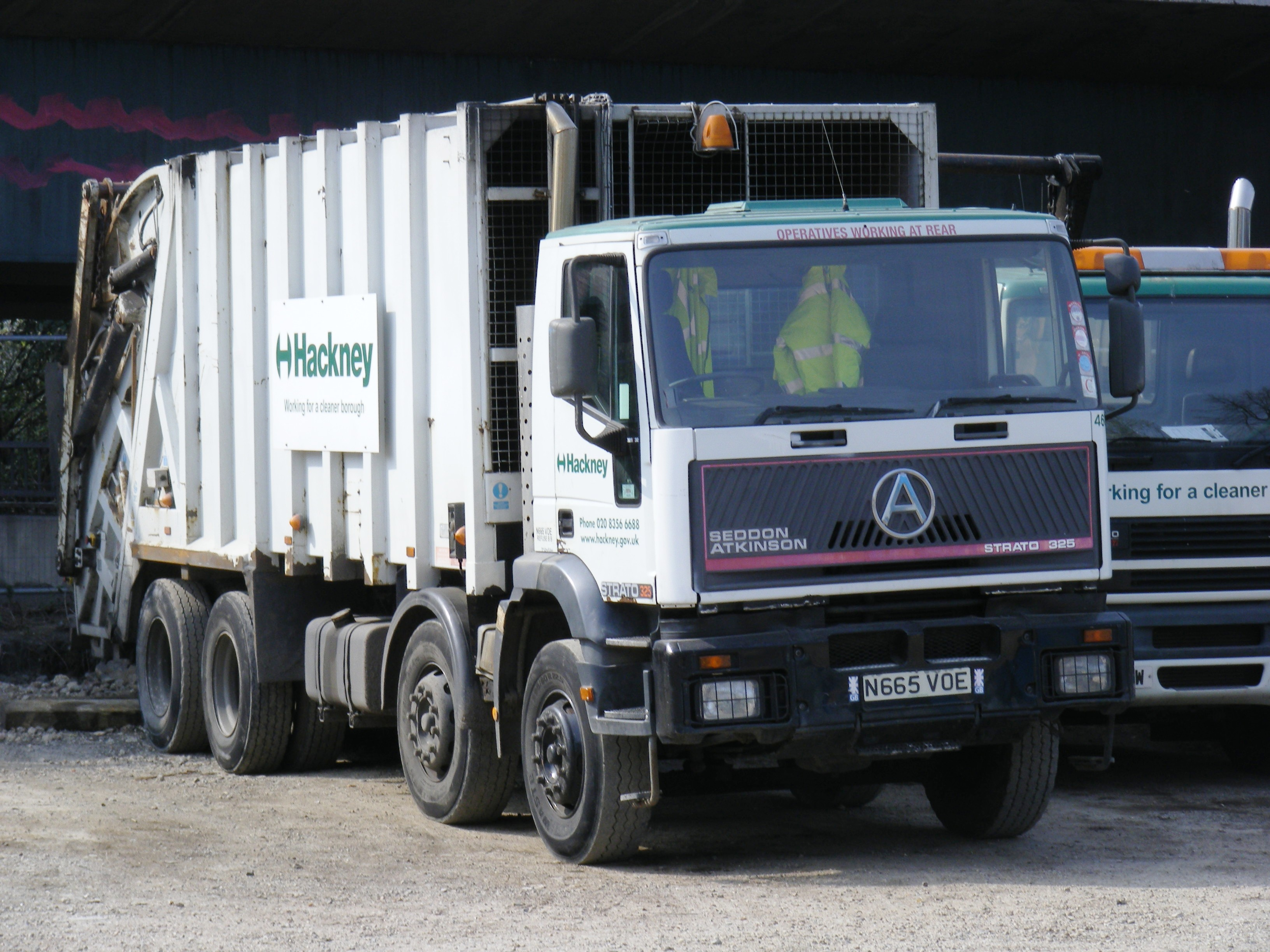
Seddon Atkinson Strato 325

De Iveco Eurotech, soms geschreven als EuroTech, was een serie zware vrachtwagens van de Italiaanse fabrikant Iveco. Productie begon in 1992 en stopte in 2002. De serie was opvolger van de Iveco TurboTech en werd zelf opgevolgd door de Iveco Stralis. In 1993 kreeg het de prijs Truck van het jaar.
De vrachtwagen, ontworpen door Giorgetto Giugiaro, was verkrijgbaar met zes Iveco-motoren van 5861cc en 227pk tot en met 13798cc met 420pk. Er waren drie chassismogelijkheden en ook drie verschillende cabines.
Productie vond plaats in Duitsland, Italië, Spanje, Brazilië, Australië en Argentinië. Assemblage vond plaats in Nigeria, Zuid-Afrika, Rusland en Tunesië.
Iveco produceerde twee andere modellen met dezelfde cabine - de Iveco Eurostar en Iveco Eurotrakker. Bovendien werd het gebruikt voor zustermerk Seddon Atkinson en diens model Strato.